# Albertinkatu
Albertinkatu, (suédois : Albertsgatan)  est une rue des quartiers de Kamppi et Punavuori au centre d'Helsinki en Finlande. 

## Architecture

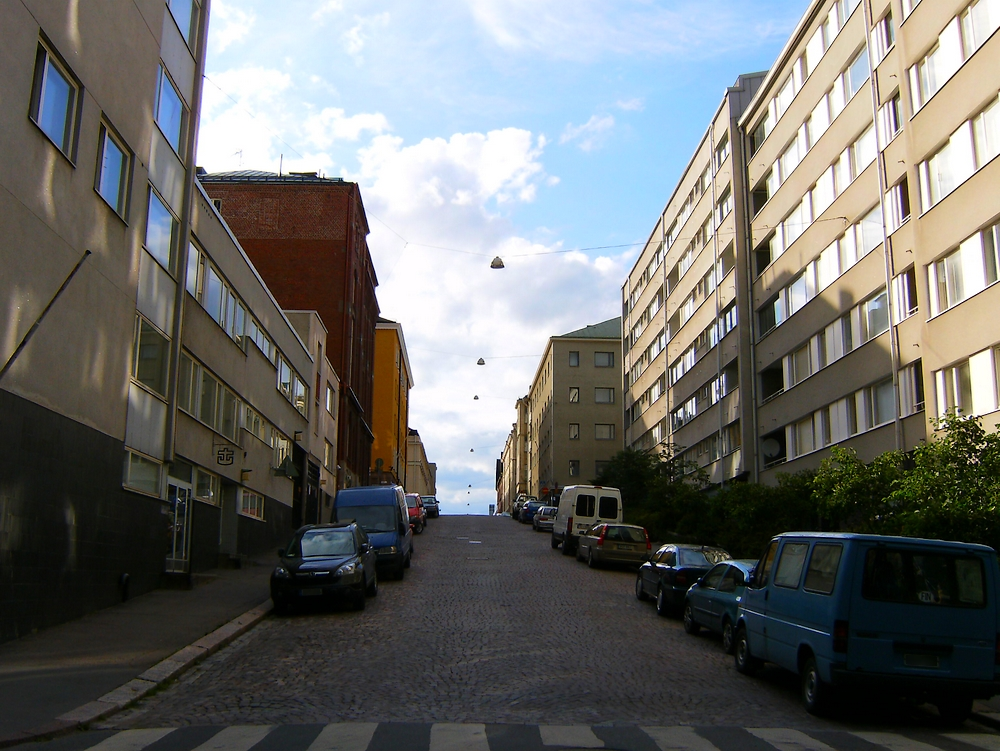
Début de la rue Albertinkatu.

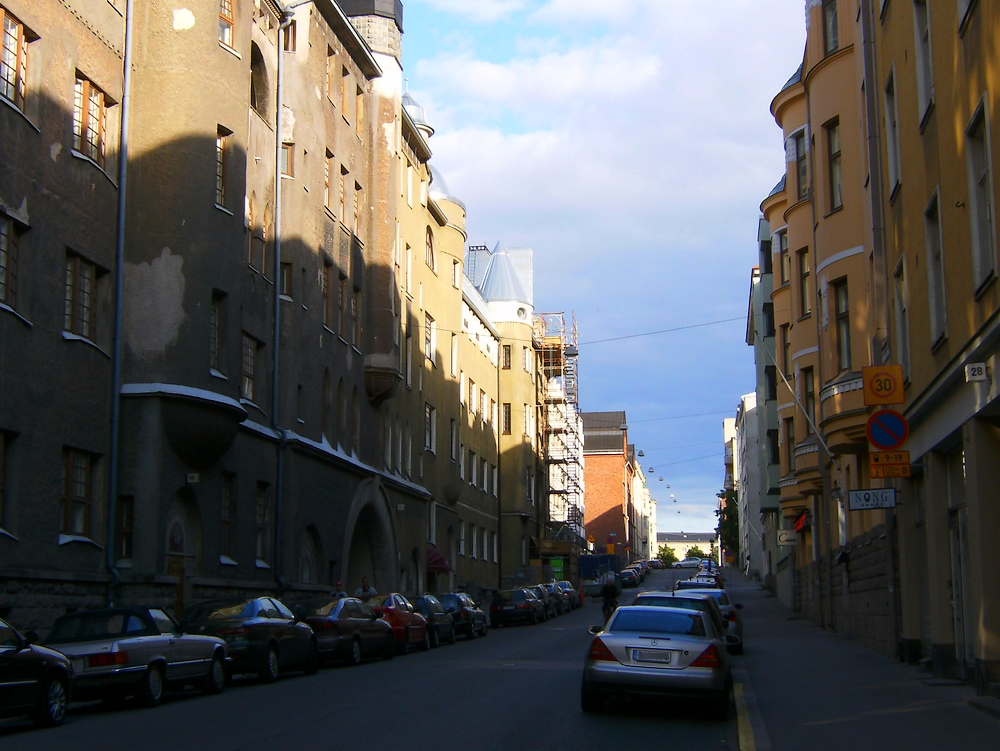
Vue du croisement de Albertinkatu et de Uudenmaankatu vers le Sud.

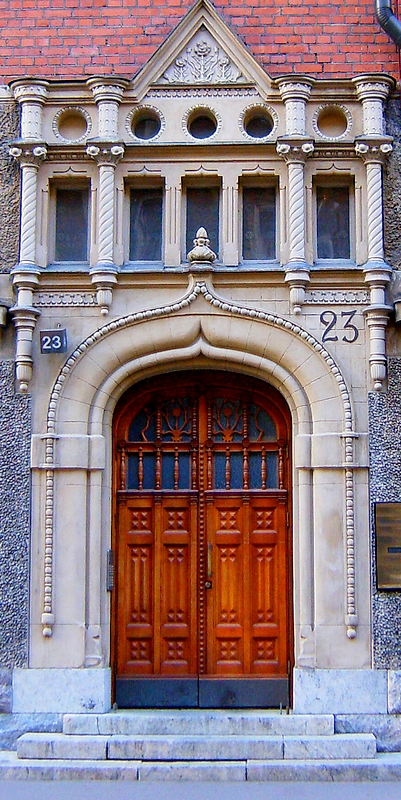
Albertinkatu 23.

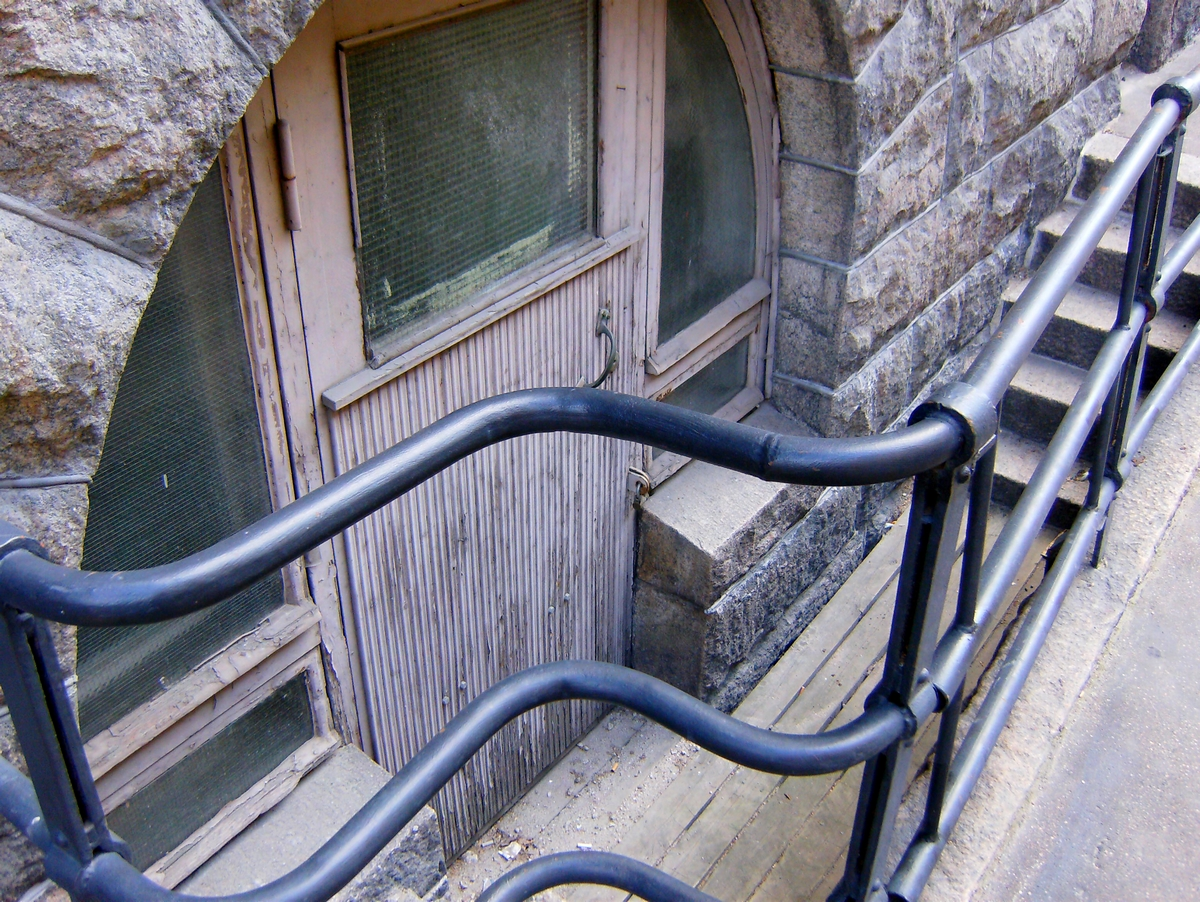
Escalier dans Albertinkatu.

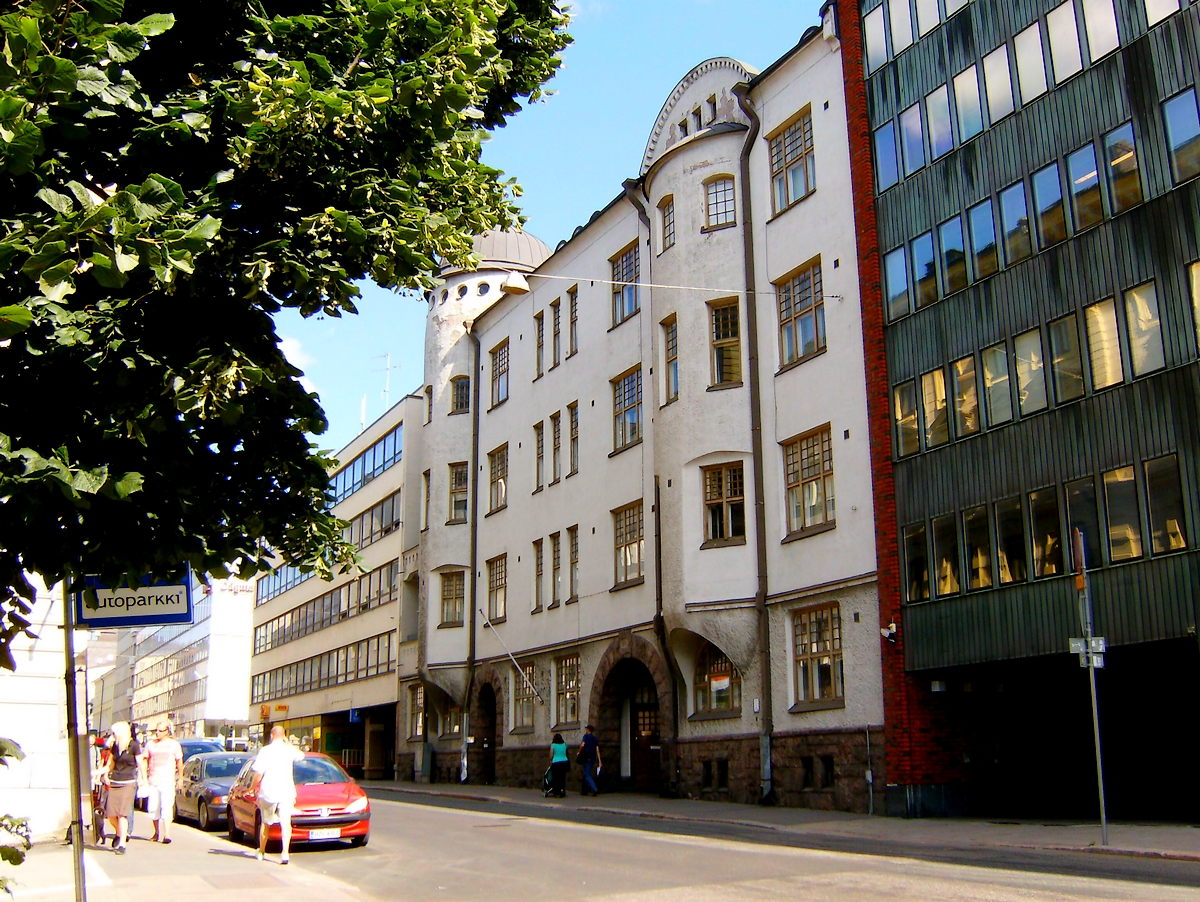
Albertinkatu 27.

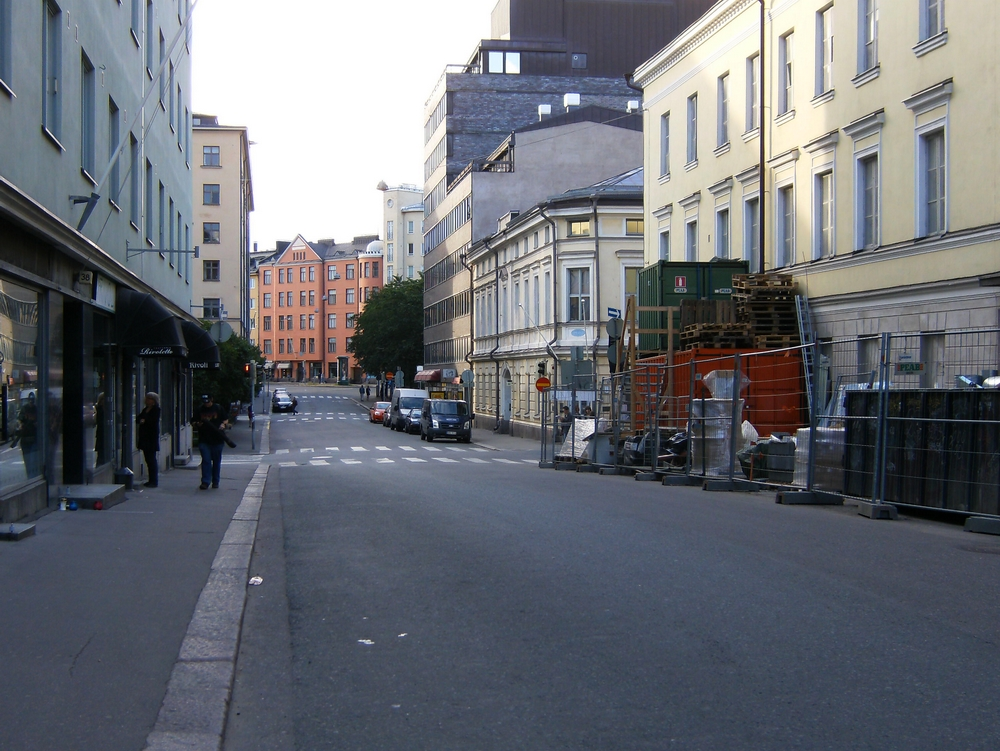
Partie Nord de Albertinkatu.

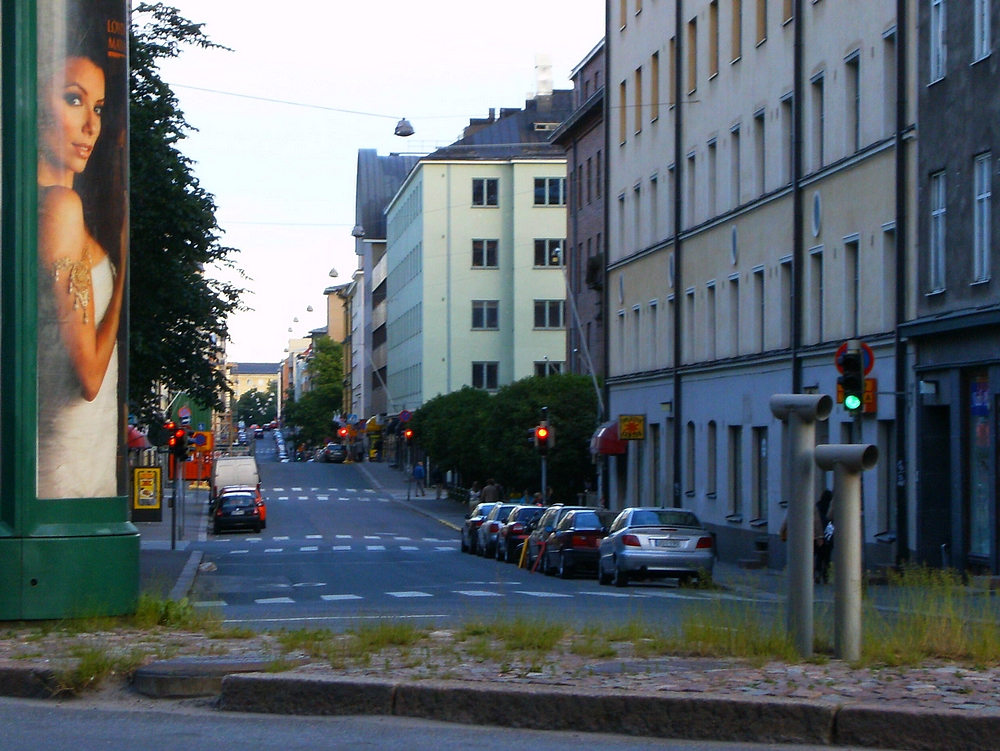
Albertinkatu vue du Nord.

Voici quelques bâtiments remarquables de la rue :

### Numéros impairs
- Sepänkatu
- Albertinkatu 1, Niilo Kokko, 1960
- Albertinkatu 3, Aili et Niilo Pulkka, 1958
- Pursimiehenkatu
- Albertinkatu 5, Rudolf Lanste, 1939
- Albertinkatu 7, Emil Werner von Essen, Kauno Kallio & Emanuel Ikäläinen, 1907
- Merimiehenkatu
- Albertinkatu 9, Armas Siitonen, 1928
- Albertinkatu 11, Runar Eklund, 1921
- Albertinkatu 13, Elma ja Erik Lindroos, 1961
- Albertinkatu 15, Elma ja Erik Lindroos, 1961
- Iso Roobertinkatu
- Albertinkatu 17, Gustaf Estlander, 1906
- Albertinkatu 19, Gustaf Estlander, 1907
- Uudenmaankatu
- Albertinkatu 21, Karl Lindahl, 1911
- Albertinkatu 23, Karl Hård af Segerstad, 1898
- Bulevardi
- Albertinkatu 25, Niilo Kokko & Kauko Kokko, 1961,
- Albertinkatu 27a, Gustaf Estlander, 1906
- Albertinkatu 27b, Klaus Groth, 1969
- Lönnrotinkatu
- Albertinkatu 29, Kaj Salenius, 1957
- Albertinkatu 31, Heikki Honkanen, 1939
- Albertinkatu 31, 1860
- Kalevankatu
- Albertinkatu 33, Nils Salin, 1888
- Albertinkatu 35, Kaj Salenius, 1962
- Eerikinkatu
- Parc de Lapinlahti
- Lapinlahdenkatu
- Malminrinne

### Numéros pairs
- Sepänkatu
- Albertinkatu 2, Niilo Kokko, 1963
- Albertinkatu 4, Gustaf Nyström, 1893
- Pursimiehenkatu
- Albertinkatu 6, Armas Esti, 1928
- Albertinkatu 8, Teuvo Lindfors, Olavi Maamies, 1962
- Merimiehenkatu
- Albertinkatu 10, Oskari Holvikivi, Leuto Armas Pajunen, 1913
- Albertinkatu 12, Jussi Paatela, 1939
- Punavuorenkatu
- Albertinkatu 14, Niilo Kokko, 1961
- Albertinkatu 16, Keijo Petäjä, 1962
- Iso Roobertinkatu
- Albertinkatu 18, Heikki Kaartinen, 1929
- Albertinkatu 20, Toivo Korhonen, 1970
- Albertinkatu 22–24, Vilho Lekman, 1914
- Albertinkatu 26–28, Taavetti Artturi Elo, 1931
- Uudenmaankatu
- Albertinkatu 30ab, Kaj Salenius, 1959,
- Albertinkatu 30cd, Ole Gripenberg, 1937
- Bulevardi
- Albertinkatu 32, Koshperoff, 1876, Théâtre d'Alexandre,
- Albertinkatu 34, Onni Tarjanne, 1890
- Albertinkatu 34, Vietti Nykänen, 1929
- Lönnrotinkatu
- Albertinkatu 36, Kaj Englund, 1938
- Albertinkatu 36, Esko K. Mäkelä, 1967
- Albertinkatu 38, Helge Lundström, 1938
- Kalevankatu
- Albertinkatu 40–42, Onni Tarjanne, 1925[2],
- Eerikinkatu
- Albertinkatu 44, Alexis Stierncreutz, 1928
- Albertinkatu 46, Martti Välikangas, 1928
- Ruoholahdenkatu
- Lapinlahdenkatu